# ColoRise
ColoRise es el quinto EP del grupo femenino de Corea del Sur Weeekly. Fue lanzado el 1 de noviembre de 2023 por IST Entertainment y distribuido por Kakao M. El álbum contiene seis pistas, incluyendo su sencillo principal titulado «Vroom Vroom».

## Antecedentes y lanzamiento
El 16 de agosto de 2023, IST Entertainment anunció oficialmente después del final del programa de televisión Queendom Puzzle, en el que cuatro miembros de Weeekly se encontraban participando, que el grupo se estaba preparando para realizar su regreso musical. La agencia declaró que «Weeekly, que completó el viaje de ‘Queendom Puzzle’, está comenzando los preparativos para su regreso y tiene como objetivo regresar en octubre».
El 13 de octubre de 2023, las cuentas sociales oficiales de Weeekly anunciaron el lanzamiento de su quinto miniálbum titulado ColoRise, para ser publicado el 1 de noviembre de 2023. El anuncio vino acompañado con un vídeo de adelanto conceptual en blanco y negro. El 18 de octubre se reveló la lista de canciones que compondrían el álbum, confirmando así que el sencillo principal llevaría por título «Vroom Vroom», acompañada de cinco pistas más.
El 30 de octubre de 2023 fue lanzado un adelanto del vídeo musical de su sencillo principal, «Vroom Vroom», el que fue lanzado el 1 de noviembre de 2023, junto con el miniálbum.

## Lista de canciones
| CD / Descarga digital |                                             |                         |                                                                    |                                                       |          |  |
| N.º                   | Título                                      | Letras                  | Música                                                             | Arreglos                                              | Duración |  |
| 1.                    | «Odyssey»                                   | B.O., KZ                | KZ, Nthonius, Meisobo, B.O.                                        | Nthonius, Meisobo                                     | 2:56     |  |
| 2.                    | «Vroom Vroom»                               | Baek Se Im              | NOMASGOOD, San Yoon, Isa Guerra, Y0UNG                             | NOMASGOOD                                             | 3:16     |  |
| 3.                    | «Backwards»                                 | Jang Seung Min          | Ryan S. Jhun, Elof Loelv, Lauren Aquilina                          | Ryan S. Jhun, Elof Loelv                              | 2:41     |  |
| 4.                    | «Sweet Dream» (Soojin, Monday, Soeun y Zoa) | Cho Yoon Kyung          | Ryan S. Jhun, Adam Kapit, Sofia Quinn, Tommy Park, Antti Oikarinen | Ryan S. Jhun, Adam Kapit, Tommy Park, Antti Oikarinen | 3:05     |  |
| 5.                    | «A+» (Jaehee y Jihan)                       | 예아나이스 (Yeah, Nice) | BreadBeat, Shin Kung, 예아나이스 (Yeah, Nice)                      | Shin Kung, BreadBeat                                  | 3:18     |  |
| 6.                    | «RUBY-DUBY-DU»                              | Cho Yoon Kyung          | mOnSteR nO.9, Jonna Hall, Zeenan                                   | mOnSteR nO.9                                          | 3:14     |  |
| 18:33                 |                                             |                         |                                                                    |                                                       |          |  |